# Pięciu Braci Męczenników
Pięciu Braci Męczenników (również Pierwsi Męczennicy Polski, Pięciu Świętych Braci Międzyrzeckich lub Pięciu Braci Polskich) – grupa chrześcijańskich eremitów (pustelników), w której skład wchodziło dwóch włoskich benedyktynów według reguły św. Romualda: Benedykt i Jan, dwóch słowiańskich (polskich) nowicjuszy i jednocześnie rodzonych braci: Izaak i Mateusz oraz ich słowiański (polski) pomocnik Krystyn zamordowanych w napadzie rabunkowym w nocy z 10 na 11 listopada 1003 najprawdopodobniej we wsi Święty Wojciech koło Międzyrzecza. Męczennicy oraz święci Kościoła katolickiego. Trzej z nich: Izaak, Mateusz i Krystyn są pierwszymi pochodzącymi z obszaru dzisiejszej Polski świętymi kanonizowanymi w historii Kościoła.

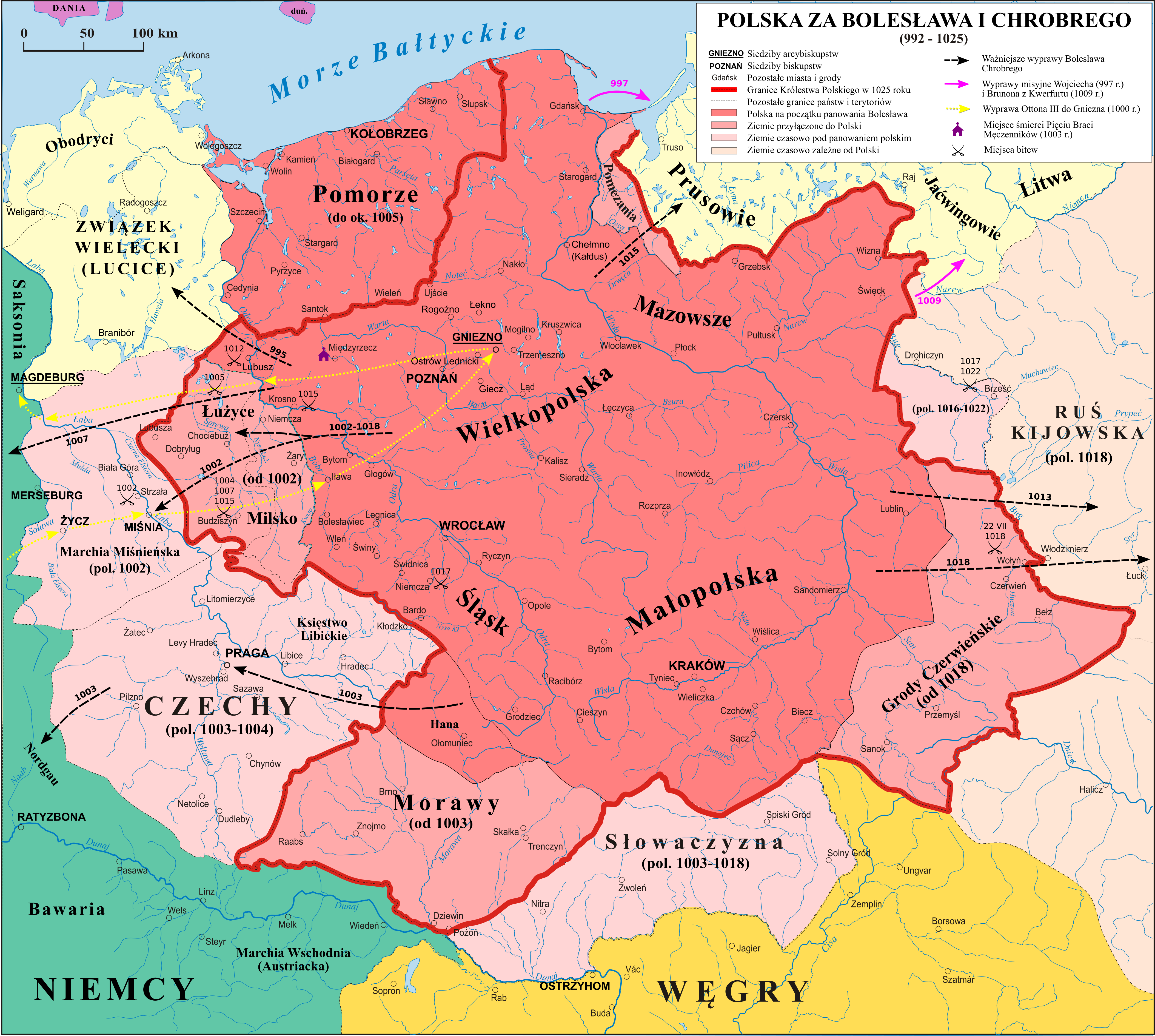
Polska za panowania Bolesława Chrobrego (na mapie zaznaczono miejsce śmierci Pięciu Braci Męczenników)

## Źródła historyczne

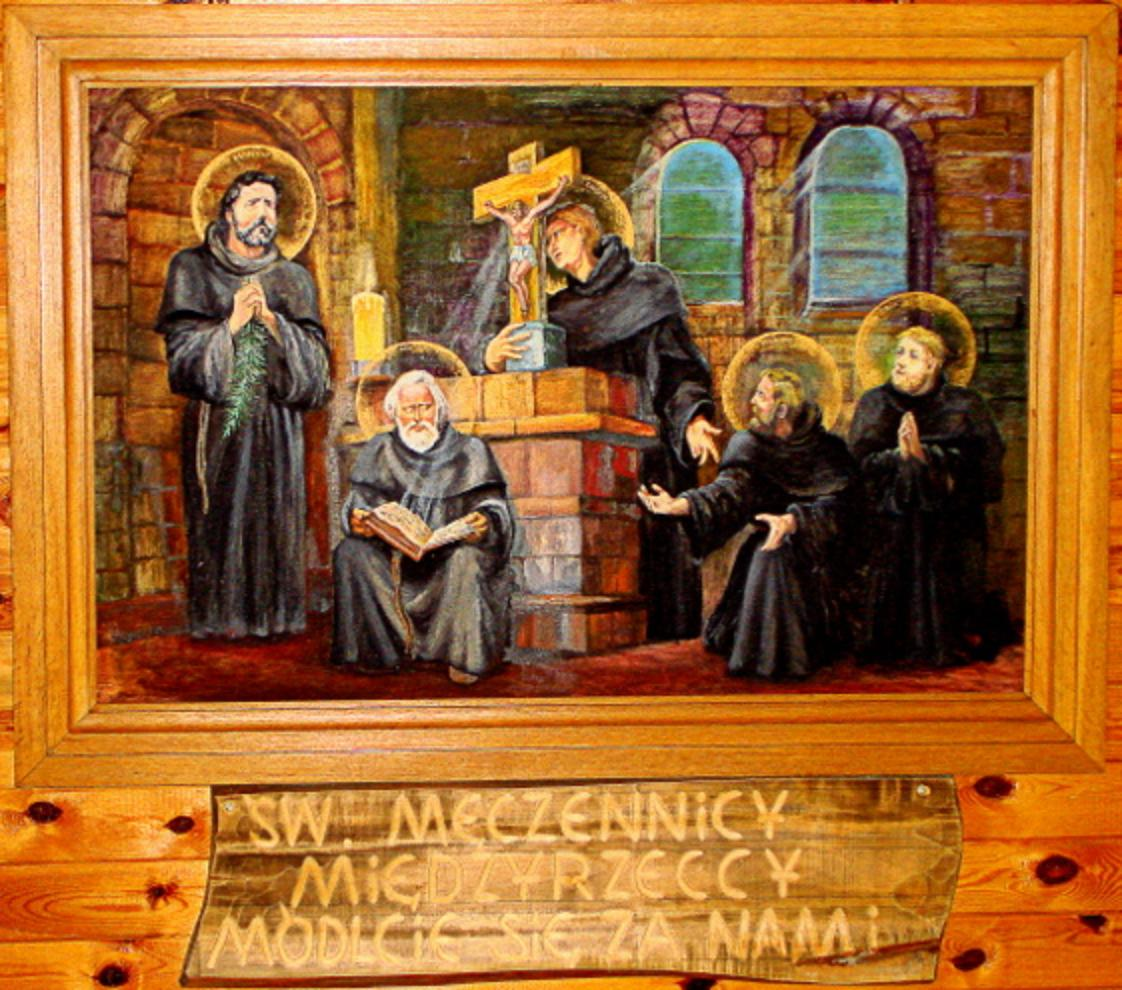
Rokitno, pustelnia Świętych Braci Męczenników Międzyrzeckich

Początkowo za podstawowe źródło informacji uznawano dzieło pt. Żywot św. Romualda autorstwa Piotra Damianiego z 1041. Pod koniec XIX wieku (1882) Reinhard Kade odnalazł bardziej wiarygodny dokument pt. Żywot Pięciu Braci (łac. Vita Quinque Fratrum Martyrum) z 1006, opisujący życie, działalność i okoliczności śmierci Pięciu Braci Męczenników. Jego autor, Bruno z Kwerfurtu, późniejszy święty, znał osobiście Benedykta, Jana i Barnabę z pobytu w Pereum (dziś Pereta pod Rawenną), gdzie działał św. Romuald z Camaldoli, reformator zakonu benedyktynów, założyciel ascetycznych eremów, twórca zatwierdzonej później reguły kamedułów. Bruno z Kwerfurtu posiadał szeroką wiedzę o nich, gdyż pisał ich żywot, przebywając na dworze Bolesława Chrobrego, krótko po ich śmierci. Uzupełniających informacji dostarczyła Kronika klasztoru Bernardynów w Kazimierzu Biskupim. Jeszcze inna wersja przekazu o Pięciu Braciach Męczennikach zawarta jest w czeskiej Kronice Kosmasa z początku XII wieku.
Do początku XX wieku jubileusze ich męczeństwa obchodzono odpowiednio w 1805 i 1905. Główne uroczystości milenijne odbyły się w Kazimierzu Biskupim w 2003, zgodnie ze zweryfikowaną datą określoną na podstawie rękopisu Brunona z Kwerfurtu.
W 1959 w archikatedrze gnieźnieńskiej została odkryta uszkodzona gipsowa płyta nagrobna z epigrafem, rozpoczynającym się od słów (łac. Ossa trium). Być może było to miejsce wtórnego pochówku trzech z pięciu braci, zaś epigram został im poświęcony.

## Charakterystyka Braci

### Benedykt
Urodził się w Benewencie we Włoszech między 970–975 w zamożnej, religijnej rodzinie, w kręgu oddziaływania kultury bizantyjskiej i niemieckiej. Kiedy był kilkunastoletnim chłopcem, rodzice zakupili mu święcenia kapłańskie u biskupa Benewentu, przeznaczając go do stanu duchownego. Przebywał przez pewien czas w Neapolu, osiadając później w benedyktyńskim opactwie św. Salwatora na terenie nadmorskim. Parę lat później, za zgodą opata, wybrał życie pustelnika, przebywając przez trzy lata na stoku góry Soratte na północ od Rzymu, a następnie po nakazie opata powrócił do celi w pobliżu klasztoru.
Poznając pustelnika Jana z klasztoru na stoku Monte Cassino, przeniósł się do jego celi. W tym opactwie poznał przybyłego św. Romualda, którym się opiekował podczas jego poważnej choroby. Podróżował z nim do Rzymu i brał udział w spotkaniu z cesarzem Ottonem III. Później osiadł ze św. Romualdem w pustelni Pereum, gdzie poznał św. Brunona z Kwerfurtu, mieszkając z nim nawet w jednej celi, praktykując życie pokutnicze. Stąd wyjechał na misję do Polski. Uznawany jest za przełożonego eremitów w polskim klasztorze, na co wskazuje nazwanie go dowódcą „Boskiej Kohorty”.
Po śmierci, jego głowę w srebrnym relikwiarzu wysłano do Włoch do Ascoli.

### Jan
Pochodził z Włoch, gdzie się urodził około 940 w zamożnej rodzinie. Do klasztoru Cuxa koło Perpignan wstąpił razem ze swoim przyjacielem, weneckim dożą Piotrem Orseolo, późniejszym świętym. Być może w Pereum poznał św. Romualda, później przebywał jako pustelnik w klasztorze Monte Cassino, dzieląc celę z Benedyktem. Z dzieła św. Brunona z Kwerfurtu pt. Żywot Pięciu Braci wiadomo, że był łagodnego usposobienia, o wielkiej cierpliwości i wytrwałości, wyróżniając się kulturą i ogładą. Przebyta ospa pozostawiła blizny na jego twarzy i uszkodziła mu oko.

### Izaak
Polak, prawdopodobnie starszy brat Mateusza urodził się około 975 w rodzinie chrześcijańskiej, być może w środowisku dworskim. Dwie jego siostry zostały mniszkami w Gnieźnie.

### Mateusz
Polak, rodzony brat Izaaka. Poza tym nic więcej o nim nie wiadomo. Św. Bruno określa pochodzenie Izaaka i Mateusza „z kraju i mowy słowiańskiej”.

### Krystyn
Zwany również Kryspinem. Urodził się około 980 lub nawet później, pochodząc prawdopodobnie ze wsi, opodal której wybudowano pustelnię. W klasztorze był sługą i kucharzem, jako młody brat-laik.

## Powstanie klasztoru misyjnego
Podczas swej wizyty w Polsce w 1000 cesarz Otto III odbył rozmowy z Bolesławem Chrobrym w Gnieźnie, które zainicjowały akcję sprowadzenia zakonników i założenia na jego terytorium klasztoru, celem prowadzenia misji ewangelizacyjnej. Idea ta została zaprezentowana przez cesarza w 1001 podczas jego wizyty we Włoszech w klasztorze benedyktynów w Pereum, gdzie przebywał wówczas jego krewny św. Bruno z Kwerfurtu. Bruno zachęcał do podjęcia się tej misji swojego współbrata Benedykta, ale projektowi temu sprzeciwiał się ówczesny przełożony klasztoru św. Romuald, który chciał uczynić go opatem eremu w Pereum oraz wznoszonego tam przez Ottona III klasztoru obok wcześniej wybudowanej rotundy pod wezwaniem św. Wojciecha. Początkowo Benedykt nie wyraził zgody na opuszczenie Pereum, jednak pod wpływem usilnej prośby cesarza ostatecznie został delegowany przez św. Romualda – który zastosował nawet wobec niego karę chłosty za nieposłuszeństwo – na misję do Polski. Ostatecznie Benedykt razem z innym jeszcze bratem Janem został wysłany z myślą, że zostanie opatem utworzonego tam klasztoru.
Pod koniec 1001 wyruszyli oni w podróż w towarzystwie kilku młodych zakonników, zabierając ze sobą księgi liturgiczne i naczynia podarowane przez cesarza. Przez pewien odcinek drogi towarzyszył im również św. Bruno z Kwerfurtu, który miał nominację na biskupa misyjnego, a który później udał się do Rzymu. Najprawdopodobniej podróż ich przebiegła szlakiem alpejskim wiodącym przez Weronę, Trydent, Bolzano, Augsburg, Ratyzbonę, Pragę, Wrocław do Poznania, gdzie zostali przyjęci przez Bolesława Chrobrego. Ich dziejopisarz św. Bruno z Kwerfurtu w dziele pt. Żywot Pięciu Braci nie podał miejsca ich osiedlenia. Przypuszcza się, że podczas rozmów gnieźnieńskich w 1000 podjęto decyzję, że będzie to samotnia wokół lasów, która będzie utrzymywana przez najbliższą wieś z obowiązku, który przypisał jej Bolesław Chrobry.
Wobec niesprecyzowania miejsca ich osiedlenia i braku przekonujących dowodów – nawet archeologicznych – powstały liczne hipotezy prezentowane przez różnych historyków. Powszechnie sądzi się, że miejscem prawdopodobnego miejsca ich osiedlenia była wieś Święty Wojciech. Na to przypuszczalne miejsce mogą wskazywać teksty źródłowe z czasów Bolesława Chrobrego oraz wiadomości zawarte w Kronice Thietmara. Znalazła się tam bowiem informacja, że rycerze niemieccy w 1005 otrzymali rozkaz, aby nie zburzyć opuszczonego przez mnichów klasztoru w Międzyrzeczu.
Na Międzyrzecz wskazał Tadeusz Wojciechowski już w 1904. Inny historyk Gerard Labuda, jak też i Wojciech Kętrzyński opowiedzieli się za Kaźmierzem pod Szamotułami, inni z kolei wskazują na Kazimierz Biskupi (za tą miejscowością przemawia m.in. odnaleziona w 2012 płyta nagrobna z XI wieku, symbolizująca drzewo życia) lub nawet Trzemeszno. Autorzy twierdzą, że na podstawie obecnie znanych źródeł miejsca ich osiedlenia prawdopodobnie nie da się już precyzyjnie określić.
Pustelnia została zorganizowana na wzór macierzystej w Pereum, przyjąwszy trzy zasadnicze cele: przyjmowanie nowicjuszy oraz ich formowanie zakonne, przyjmowanie zakonników przybywających z zagranicy oraz praca misyjna wśród Wieletów oraz Pomorzan. Wkrótce dołączyli do pustelników dwaj Polacy, rodzeństwo: Izaak i Mateusz, a następnie młody chłopak imieniem Krystyn. Po jakimś czasie przybył z Włoch i zamieszkał w pustelni szósty zakonnik imieniem Barnaba. Wiadomo jest, że Włosi przyjęli i nauczyli się języka polskiego, przyjmując jednocześnie miejscowe obyczaje.
Po śmierci 23 stycznia 1002 cesarza Ottona III, jego następca Henryk II Święty przyjął całkowicie odmienną politykę nawracania pogan, a mianowicie przemocą. Wybuchła więc długoletnia wojna polsko-niemiecka. Benedykt usiłował skontaktować się ze św. Brunonem z Kwerfurtu, ale mu się to nie udało. Bruno, który jesienią 1002 uzyskał zezwolenie papieża na pracę misyjną, próbował dostać się u schyłku 1002 z Ratyzbony do Polski, dotarł jednak tylko na Węgry, próbując nawracać tam Czarnych Węgrów. Benedykt w swej podróży na spotkanie z Brunonem, w towarzystwie Barnaby, dotarł do Pragi, gdzie został przyjęty przez przebywającego tam Bolesława Chrobrego. Władca Polski przydzielił mu 10 funtów srebra, prosząc o wyjednanie w Rzymie zgody papieża na jego koronację. Benedykt nie podjął się jednak tej misji, powracając po nakazie Bolesława do pustelni. Natomiast do Rzymu na rozmowy z Brunonem, Bolesław desygnował Barnabę, który miał powrócić na początku listopada 1003.

### Opis pustelni
Opis eremu pięciu braci zawarty jest w dwóch dziełach: Żywocie Pięciu Braci Męczenników Brunona z Kwerfurtu oraz Żywocie św. Romualda Piotra Damianiego.
Erem wzniesiony był z drewna. Damiani stwierdza, że ogień podkładany przez złoczyńców nie mógł strawić drewnianych ścian. Również Brunon pisze o nieudanej próbie podpalenia ścian przy pomocy tkaniny nakrywającej ołtarz oraz nawoskowanego płótna, co nie byłoby możliwe w przypadku murowanych ścian. Bruno podaje dodatkowo, że erem składał się z kościoła i kilku eremów (chatek). Pustelnia otoczona była płotem i kolczastymi roślinami. Po śmierci braci klasztor został rozbudowany, co wiązało się z licznym przybywaniem pielgrzymów.
Przekaz Brunona zawiera także informacje o wyposażeniu klasztoru w przywiezione z Włoch paramenty i cenne księgi będące darem cesarza Ottona III. Na ołtarzu znajdował się paliusz z relikwiami.

## Męczeństwo

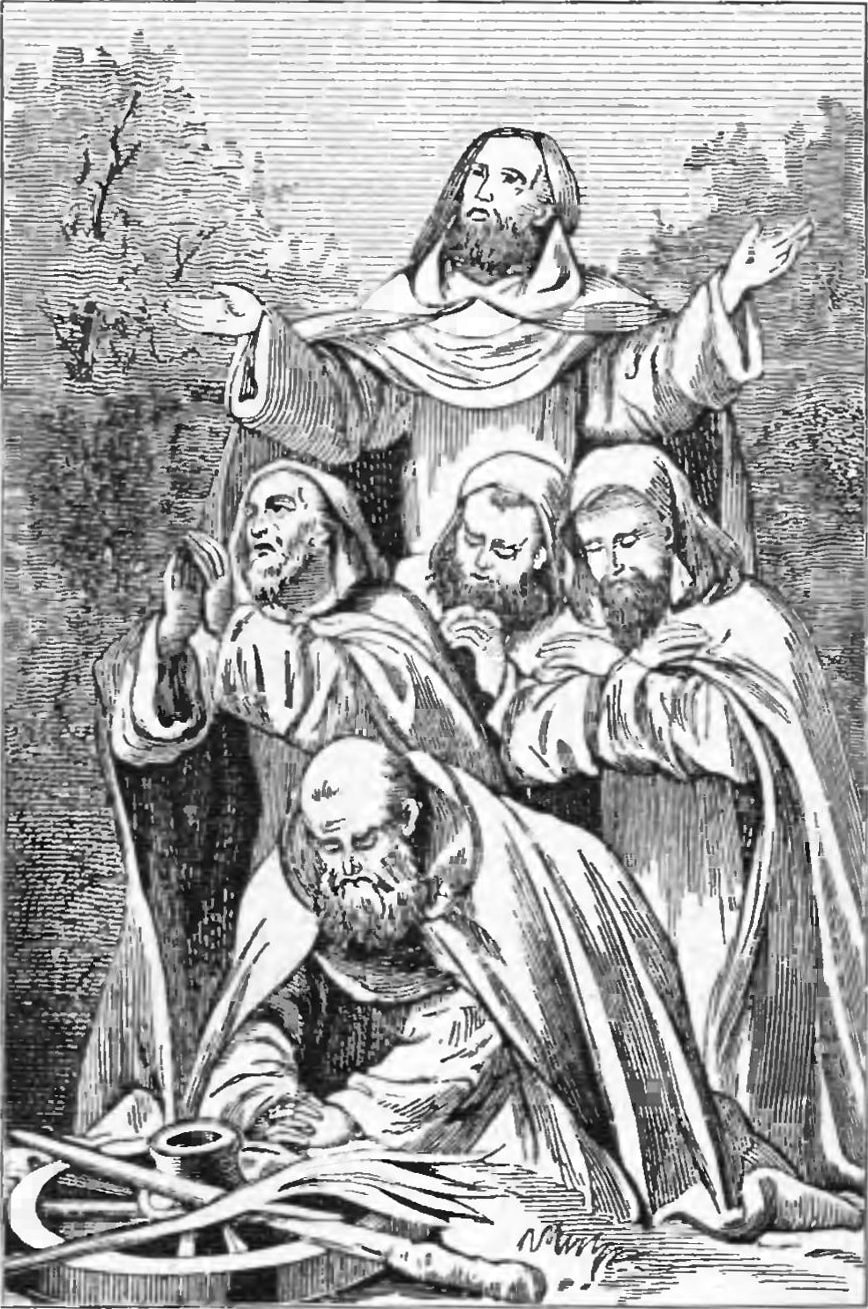
Ilustracja przedstawiająca Pięciu Braci Męczenników z książki pt. Żywoty Świętych Pańskich na wszystkie dnie roku

Zaniepokojeni nieobecnością Barnaby, którego przybycia oczekiwano 10 listopada 1003 roku, pustelnicy odprawili wspólne modlitwy wieczorne w przeddzień uroczystości św. Marcina. Grupa osób określanych w źródłach jako źli chrześcijanie, kierując się opinią o posiadaniu przez nich srebra Bolesława Chrobrego – którego jednak nie posiadali – po uprzedniej libacji i biesiadzie powzięła decyzję obrabowania zakonników. Przed północą wtargnęli oni do celi Benedykta i Jana, a stojący na ich czele człowiek z mieczem i świecą obudził ich obu, twierdząc, że przyszli z nakazu Bolesława, który kazał ich uwięzić. Następnie ugodził on Jana dwoma ciosami miecza, zabijając go na miejscu, po czym jednym ciosem miecza w głowę zamordowano Benedykta. Mordercy wpadli następnie do kolejnej celi, gdzie cięli po nogach i rękach Izaaka. Mateusza biegnącego w stronę kościoła przeszyto oszczepami na dziedzińcu klasztornym. Na końcu zamordowano Krystyna, który mieszkał nieopodal.
Mordercy nie znajdując srebra, podzielili między siebie drogocenny ornat, dar cesarza Ottona III, po czym podpalili kościół i zbiegli do lasu. Rozniecony ogień wkrótce zgasł. Rankiem 11 listopada okoliczni chłopi przybyli na uroczystości św. Marcina, odkrywając zbrodnię. Zorganizowano pościg za sprawcami, który zakończył się ich szybkim ujęciem, po czym powiadomiono biskupa Ungera w Poznaniu, który przybył do pustelni dzień później (12 listopada), o dokonanej zbrodni. 13 listopada odbył się ich pogrzeb, po czym pochowano czterech z nich w drewnianych trumnach we wspólnej mogile wykopanej pod podłogą kościoła, natomiast piątego Krystyna pochowano na terenie klasztoru, przenosząc go później do pozostałych czterech. Sprawców oddano później za karę na dożywotnią pokutę poprzez ciężką pracę w klasztorze.

## Proces kanonizacji
Rozpoznanie ich męczeństwa oraz zeznania ujętych sprawców, którzy dali świadectwo jego okoliczności, skłoniły biskupa Ungera do rozpoczęcia starań o wyniesienie ich na ołtarze. Wraz z przybyłym szóstym zakonnikiem pustelni, Barnabą, udał się on w 1004 do Rzymu, przedstawiając papieżowi Janowi XVIII relację z tego, co się wydarzyło. Ten, wysłuchawszy sprawozdania, zaliczył ich „bez wahania” i „bez wątpienia” w poczet świętych męczenników Kościoła. Późniejsze starania generała zakonu kamedułów, o. Delfina OSBCam, doprowadziły do zatwierdzenia ich kultu przez papieża Juliusza II w 1508.

## Kult
- Kult Pięciu Braci Męczenników rozpowszechnił się w Polsce, Czechach, na Morawach i we Włoszech[27].
- W Polsce szczególnym miejscem jest Międzyrzecz, najprawdopodobniej miejsce ich męczeństwa. Kazimierz Odnowiciel przeniósł siedzibę klasztoru z okolic Międzyrzecza do Kazimierza pod Koninem (Kazimierz Biskupi), gdzie następnie ufundowano kościół pw. św. Jana Chrzciciela i Pięciu Braci Męczenników, a także klasztor, w którym w 1514 osadzono bernardynów[12]. Kult Pięciu Braci Męczenników rozwijali sprowadzeni w 1603 do Bielan pod Krakowem kameduli[12]. Później osiedli oni również w założonym w 1640 przez Zygmunta Kadzidłowskiego klasztorze w Bieniszewie pod Kazimierzem Biskupim, gdzie kontynuowali ich kult[12].
- Do rozpowszechnienia ich kultu w Czechach przyczynił się św. Bruno z Kwerfurtu, dzięki spisaniu ich męczeństwa[28]. Ponadto Kosmas dzięki dziełu pt. Kroniki[20]. Katedra św. Wacława w Ołomuńcu miała za patrona św. Krystyna[12].
- We Włoszech kult ich rozpowszechnił Piotr Damiani, dzięki tekstowi, w którym wspomina on o bazylice wzniesionej nad ich grobami, opodal której działał później klasztor benedyktynów[28]. Miejscem ich kultu była Ascola[28].

## Relikwie

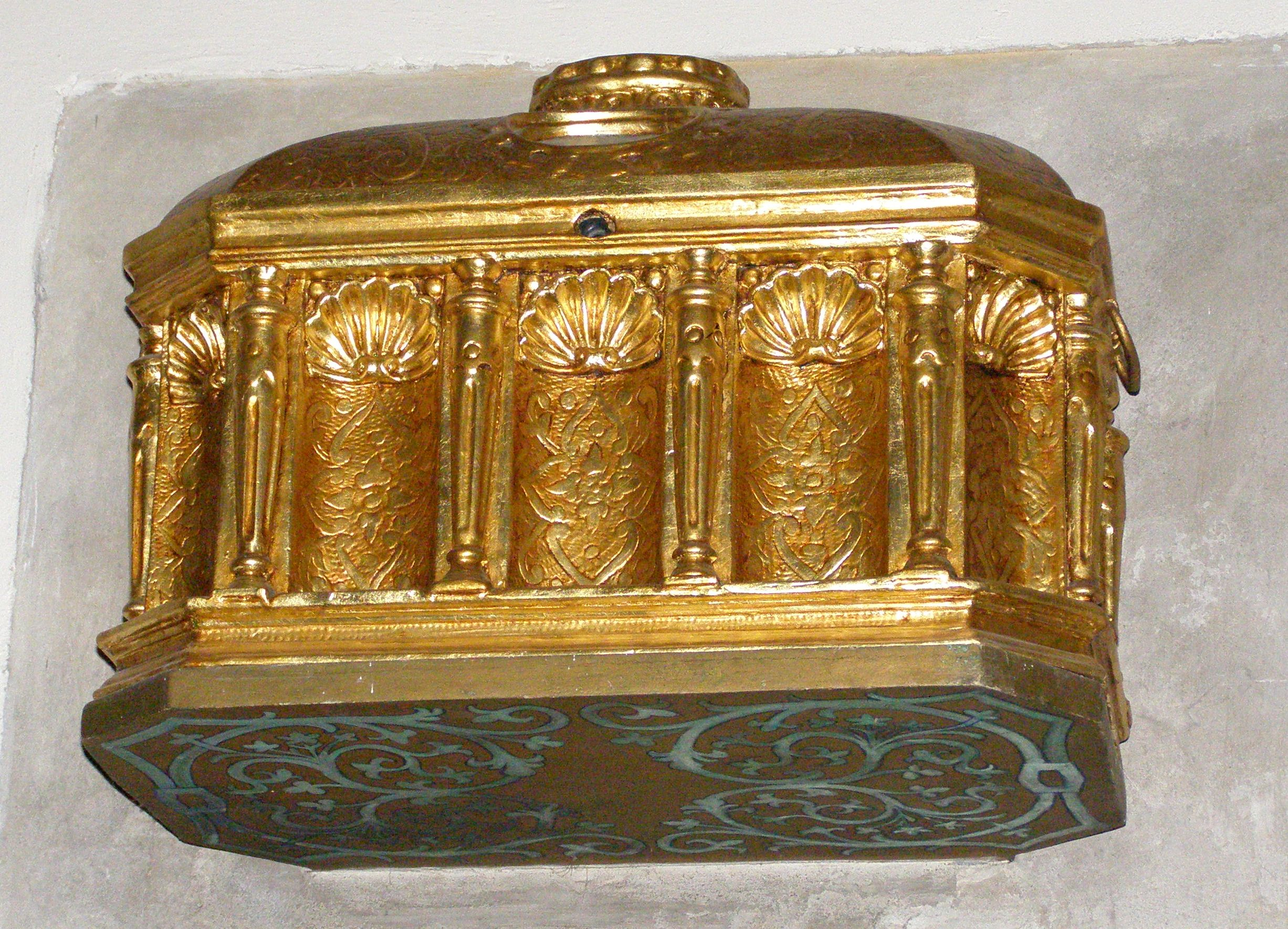
Relikwiarz Pierwszych Męczenników Polski, kościół Misjonarzy Świętej Rodziny w Kazimierzu Biskupim

Trumny z relikwiami świętych wywieziono początkowo między 1008 a 1038 do Gniezna, skąd w 1038 zrabował je i wywiózł do Pragi czeski książę Brzetysław I, umieszczając je w katedrze św. Wita. Następnie część relikwii (św. Krystyna) przekazano do następujących miejsc w Czechach: do miejscowości Stará Boleslav, opactwa benedyktynów w Sázavie oraz do katedry w Ołomuńcu.
W 1520 bp Jan Lubrański sprowadził część relikwii z Pragi, a następnie w 1522 umieszczono je uroczyście w jednej z kaplic katedry poznańskiej. 11 listopada 1536 sprowadzono je z Poznania do Kazimierza Biskupiego w metalowej trumience i umieszczono w ołtarzu św. Anny kościoła kazimierskiego.
Relikwie z Kazimierza Biskupiego rozdzielono następnie i umieszczono w 1966 w kościele św. Jana Chrzciciela w Międzyrzeczu oraz w klasztorze w Bieniszewie, a w 1977 przekazano je do kościoła Misjonarzy św. Rodziny w Kazimierzu Biskupim. W 1987 prymas Czech kard. František Tomášek ofiarował fragment relikwii męczenników nowo wzniesionemu kościołowi pw. Świętych Polskich Braci Męczenników w Bydgoszczy, który od 2000 nosi nazwę Sanktuarium Nowych Męczenników. Obecnie relikwie te wystawione są do publicznej czci w kaplicy Miłosierdzia Bożego. W 2001 niewielka część relikwii (św. Benedykta) została przekazana przez bp. Adama Dyczkowskiego do kościoła Wniebowzięcia NMP i św. Marcina w Gościkowie-Paradyżu, które zostały umieszczone w ołtarzu kaplicy milenijnej.

## Upamiętnienie
- W 1615 arcybiskup gnieźnieński Wojciech Baranowski uzyskał od papieża Pawła V zatwierdzenie oficjum (nabożeństwa) ku czci Pięciu Braci Męczenników[29].
- Powstały liczne dzieła upamiętniające Pierwszych Braci Męczenników:
  - W 1724 za sprawą bernardynów przy aprobacie papieża Innocentego IX powstało Bractwo Świętych Pięciu Braci Męczenników w Kazimierzu Biskupim, zajmujące się działalnością charytatywną, kulturalno-oświatową oraz kultem Świętych Pięciu Braci Męczenników[31]. Każdego 13. dnia miesiąca, członkowie bractwa uczestniczą w Eucharystii oraz nabożeństwie Godzinek do Pięciu Braci[31][32].
  - 26 sierpnia 1989 erygowano przez bp. Józefa Michalika w Gorzowie Wielkopolskim na osiedlu Górczyn II parafię pod ich wezwaniem[33]. Przy parafii tej w 1992 powstała z inicjatywy proboszcza Władysława Pawlika charytatywna organizacja świecka pod nazwą Gorzowskie Stowarzyszenie Pomocy Bliźniemu im. Brata Krystyna, której celem jest udzielanie pomocy materialnej i wsparcia duchowego najbardziej potrzebującym. Stowarzyszenie to prowadzi dwie stołówki, przy ul. Batalionu „Zośka” i ul. Chodkiewicza, które wydają łącznie około 400 posiłków dziennie[33].
  - Z inicjatywy ojców pallotynów w Międzyrzeczu przy ulicy Zachodniej 2 zbudowano diecezjalne sanktuarium pod ich wezwaniem, na planie w kształcie serca, które zaprojektowała inż. Krystyna Zaręba-Kijak[33].
  - W 1994 przy Zakładzie Opiekuńczo-Leczniczym w szpitalu powiatowym w Międzyrzeczu powstało Stowarzyszenie Opieki Paliatywnej im Pięciu Braci Międzyrzeckich, którego celem jest udzielanie wszechstronnej pomocy chorym w zaawansowanym stadium choroby nowotworowej[33]. Następnie 13 czerwca 2003 szpitalowi temu nadano imię Pięciu Braci Międzyrzeckich[33].
  - W 1999 roku biskup zielonogórsko-gorzowski Adam Dyczkowski erygował parafię pw. Pierwszych Męczenników Polski w Międzyrzeczu, którą w 2012 biskup Stefan Regmunt ustanowił Sanktuarium Pierwszych Męczenników Polski w Międzyrzeczu[34][35].
- Ułożono specjalną litanię ku ich czci[36] oraz specjalną pieśń autorstwa Krystyny Żak pt. O Święci Męczennicy[32]. Inną pieśń ku ich czci pt. Siewcy wiary napisał ks. dr Stanisław Jasionek[32].
- W Kazimierzu Biskupim wytyczono specjalny Szlak Pięciu Braci Męczenników na trasie[30]:
  - Kościół św. Marcina – drewniany kościółek św. Izaaka (cmentarz parafialny) – pobernardyński klasztor przy ul. Klasztornej wybudowany na miejscu pustelni i kaplicy św. Jana (siedziba Misjonarzy Świętej Rodziny) – klasztor kamedułów w Bieniszewie[37].
- Irena Byrska ku ich czci napisała misterium religijne pt. Żywot i męka Pięciu Braci Męczenników pierwszej diecezji polskiej w Poznaniu na podstawie opisu ich życia i śmierci, według przekazu św. Brunona z Kwerfurtu[38].
- W latach 2002–2003 w ramach przygotowania do millenium śmierci Pierwszych Męczenników Polski odbyła się peregrynacja ich relikwii po parafiach diecezji zielonogórsko-gorzowskiej. 14 czerwca 2003 w Międzyrzeczu z udziałem Episkopatu Polski odbyły się te uroczystości, podczas których został odczytany okolicznościowy list papieża św. Jana Pawła II[39].
- Wspomnienie liturgiczne Pięciu Braci Męczenników obchodzono od XI wieku 10 listopada, w dniu ich śmierci[40]. Potem przesunięto je na 12 listopada[40]. W późniejszych czasach benedyktyni obchodzili uroczystość 2 grudnia, wymieniając jednak tylko Benedykta i Jana[40]. Obecnie wspomnienie Pięciu Braci obchodzi się 13 listopada[40].

### Ikonografia
W ikonografii Pięciu Braci Męczenników przedstawianych jest na ogół w białych habitach kamedulskich lub też w habitach benedyktyńskich (czasami również z symbolami męczeństwa, jakimi są liście palmowe trzymane przez nich w rękach). Powstała bogata ikonografia związana z ich przedstawieniem w malarstwie ściennym i tablicowym. Pierwszy samodzielny fresk przedstawiający sceny z życia eremitów autorstwa Rafaela Santi powstał w kaplicy kościoła kamedułów, Cappella di San Severo w Perugii we Włoszech. Ponadto ich wyobrażenie przedstawiono na stallach prezbiterium kościoła w San Biagio di Fabiano.
Ich pamięć uwieczniono na dekoracji wnętrz świątyń wielu kościołów: parafialnego w Kazimierzu i klasztornych w Bieniszewie oraz w Kazimierzu Biskupim. W drewnianym kościółku w Kazimierzu Biskupim znajduje się obraz przedstawiający św. Izaaka. W Muzeum Archidiecezjalnym w Gnieźnie przechowuje się kopię obrazu Tomasza Dolabelli z 1777 nieznanego autora przedstawiającego Pięciu Braci Męczenników. Ponadto ich przedstawienie można dostrzec m.in. w klasztorze benedyktyńskim w Tyńcu pod Krakowem na zapleckach stall.
W Czechach postać św. Krystyna zachowała się w pochodzącym z XIV wieku malowidle w kaplicy Męki Pańskiej w zamku na Karlštejně. W katedrze praskiej św. Wita znajduje się relikwiarz (srebrna skrzyneczka) z 1617 z ich plastycznym wizerunkiem.

## Patronat
Papież Paweł VI ustanowił ich patronami diecezji gorzowskiej (dziś zielonogórsko-gorzowskiej), a od 2003 są patronami Międzyrzecza.
Ponadto św. Krystyn jest jednym z patronów archidiecezji ołomunieckiej. Został on też patronem polskiego rycerstwa.